# Ethnoflora of the Soqotra Archipelago
Ethnoflora of the Soqotra Archipelago (abreviado Ethnofl. Soqotra Archipelago) es un libro con ilustraciones y descripciones botánicas que fue escrito conjuntamente por A.G.Miller & Miranda Morris y publicado en el año 2004.